# Heteropteryx dilatata
Predefinição:Unreferenced
Heteropteryx dilatata é um membro importante da Phasmatodea normalmente mantidas em cativeiro. O nome mais comum é Malásio ou ninfa da selva da Malásia, muitas vezes apenas encurtado paraninfa da saelva.

## Cuidados em cativeiro
As fêmeas desta espécie são muito agressivas e devem ser abordadas com cautela. Quando ameaçado, o inseto vai assobiar e tentar espetar o agressor com as pernas. A fêmea é muito maior que o macho e possui uma cor verde-limão. O macho é alado e pode voar, no entanto a fêmea tem asas arredondadas e é incapaz de levantar voo. Eles comem amora, carvalho e outras folhas.

## Galeria

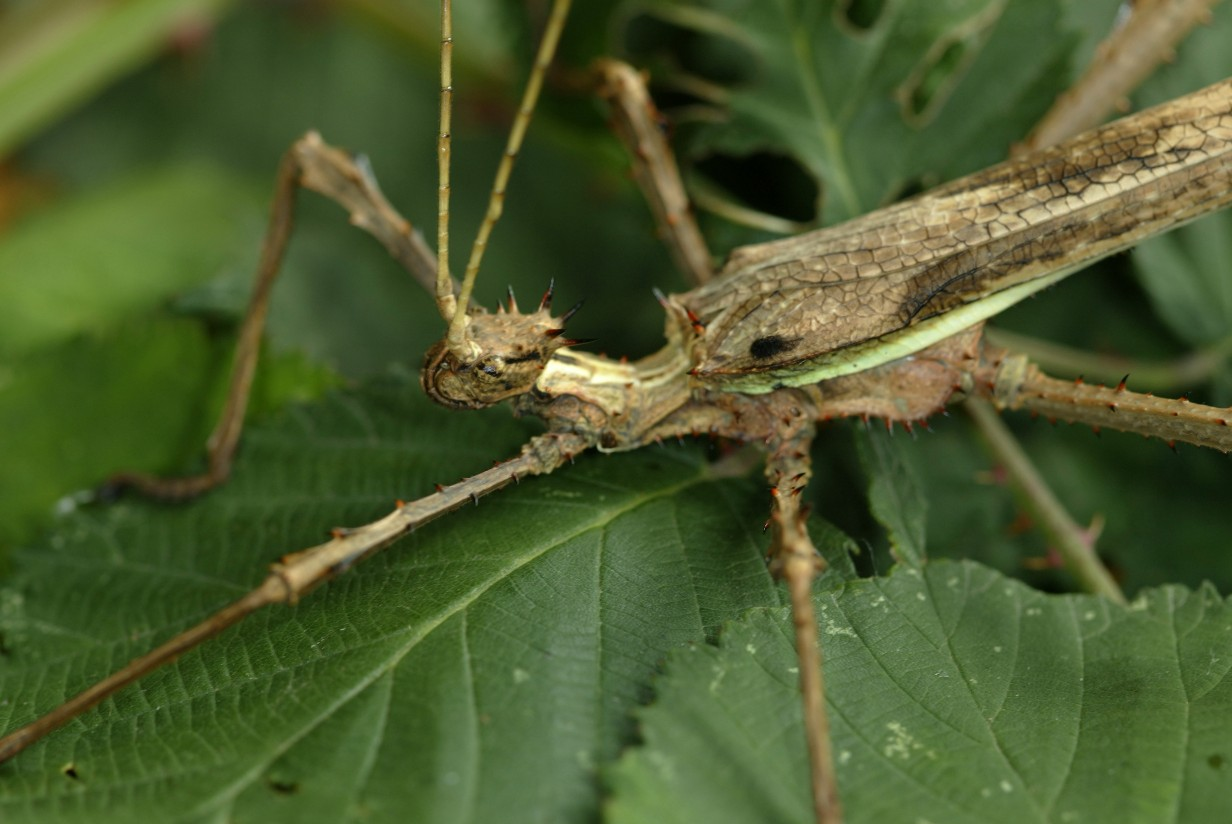
Macho adulto
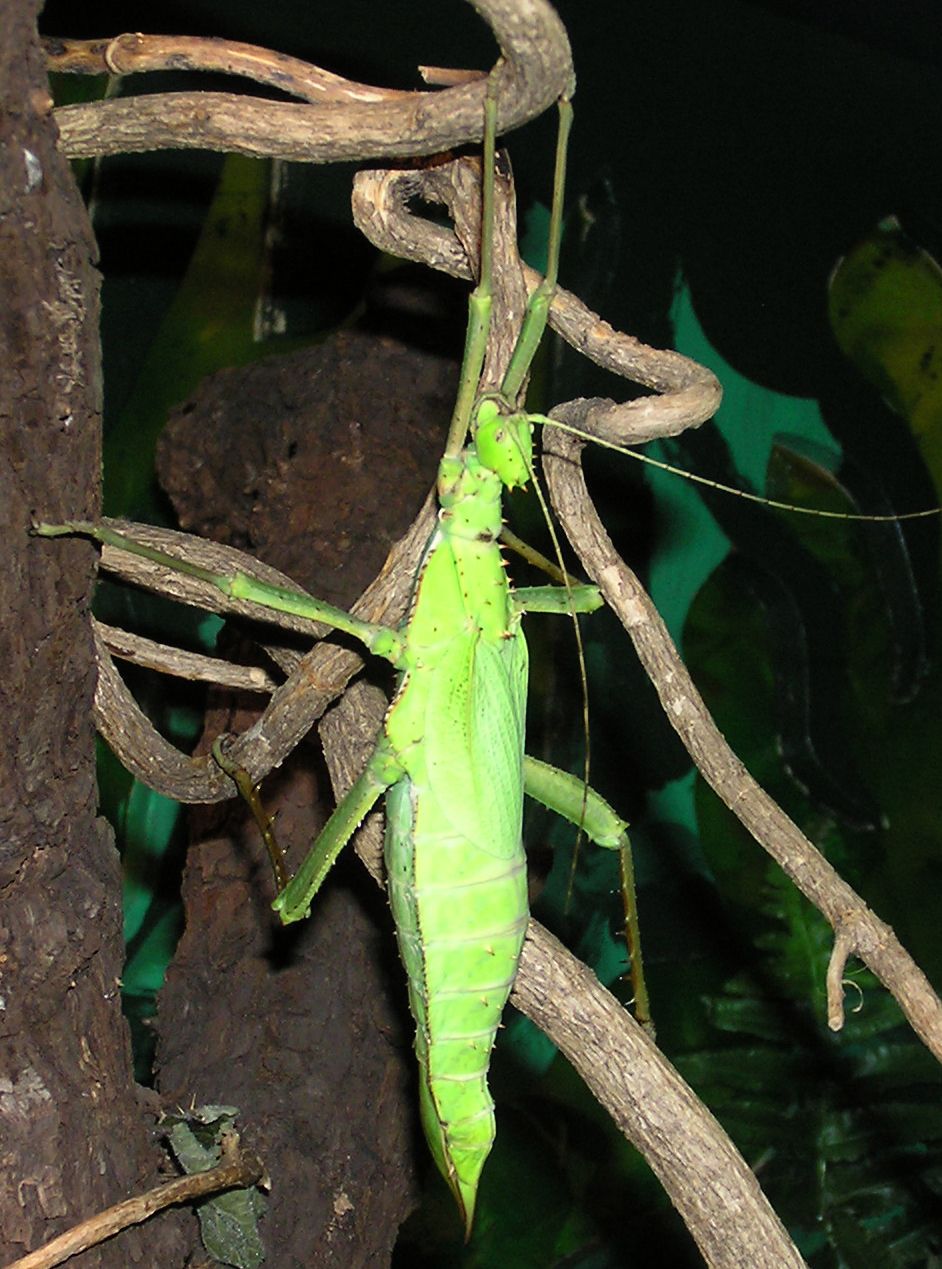
Fêmea adulta
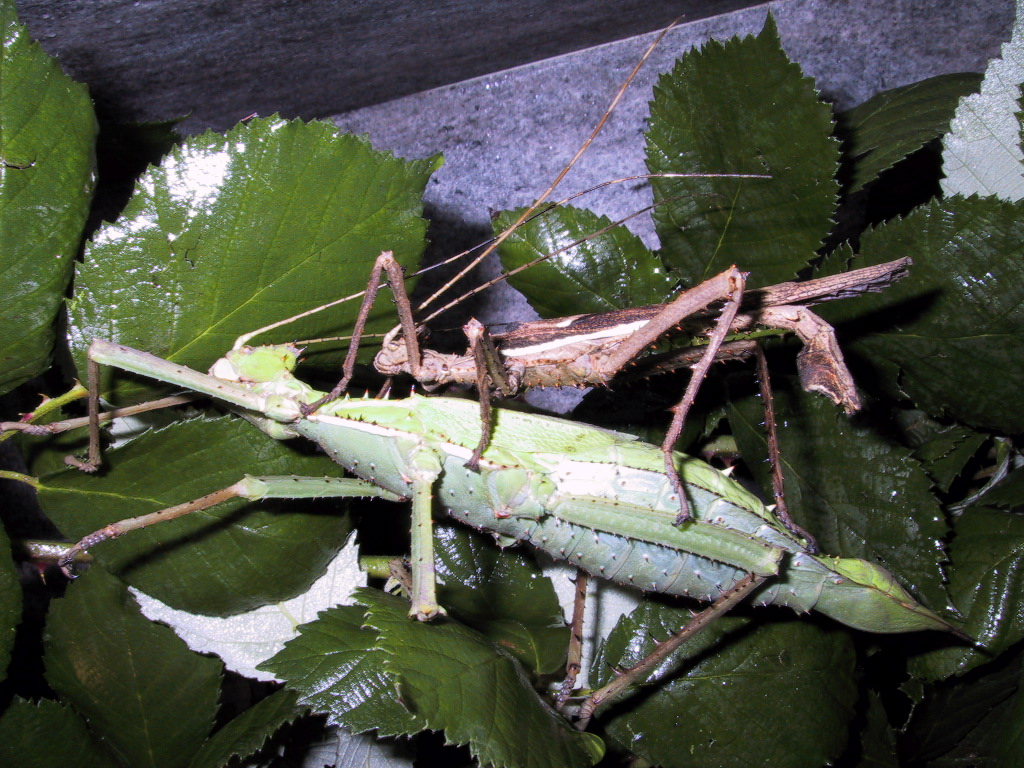
Casal adulto; o macho, pequeno, sobre a fêmea.